# ペデスタル作戦
ペデスタル作戦（ペデスタルさくせん、英語：Operation Pedestal）は、第二次世界大戦の地中海攻防戦において、1942年（昭和17年）8月中旬に連合国軍が地中海で実施した増援輸送作戦。ジブラルタルからマルタ島へむかう連合国軍輸送船団と地中海艦隊（H部隊）を、枢軸国軍が邀撃した。連合軍は大損害を受けたがマルタへの補給に成功して作戦目標を達成し、戦局の転換点となった。イタリア側では戦闘の発生時期から8月中旬の戦い（イタリア語: Battaglia di mezzo agosto）と呼称するほか、マルタ島では船団の中核を成した石油タンカーオハイオがサンタ・マリアの祝祭日 (8月15日) に到着したことからサンタ・マリア船団 (マルタ語: Il-Konvoj ta' Santa Marija)と呼ばれている。

## 概要
第二次世界大戦の地中海戦域では、マルタ島と北アフリカ戦線への補給を巡って連合国軍と枢軸国軍との間で幾度も海戦が繰り広げられた。枢軸軍は基地航空隊の航空機による空襲と、Uボートによる襲撃で、マルタを封鎖した（マルタ攻囲戦）。
マルタを死守するイギリス軍は、航空母艦による空輸作戦 (Club Run) で戦闘機を補充し、制空権が枢軸側に握られることを防いだ。だが燃料不足と物資不足が深刻になり、イギリス海軍は1942年（昭和17年）6月に二つの大規模輸送作戦を実施するが、ヴィガラス作戦は完全に失敗し、ハープーン作戦は限定的な量しか補給できなかった。そこで、8月に再びマルタへの大規模補給作戦を敢行した。これがペデスタル作戦である。作戦名のペデスタルは礎石を意味する。
貨物船13隻とタンカー1隻の合計14隻からなる船団がイギリスからジブラルタルを経由して地中海を東進し、マルタへ向かった。船団には戦艦ネルソン、ロドニー、空母ヴィクトリアス、インドミタブル、イーグル以下多数の艦艇で構成されるH部隊の所属艦艇が付随した。あわせて中東方面での陽動出撃も計画された。また、空母フューリアスによりスピットファイア戦闘機部隊を発進させ、マルタ島へ航空兵力を増援するベローズ作戦 (Operation Bellows) も同時に実施された。
ジブラルタル経由の連合軍輸送計画はすぐさま枢軸国側の察知するところとなり、ドイツ国防軍とイタリア軍を中心とした枢軸国軍との間で8月11日より激戦が展開された。枢軸側は航空攻撃、潜水艦攻撃、魚雷艇攻撃、水上艦隊の出撃で連合軍輸送船団の撃滅を試みる。連合軍側の戦艦や空母を含む護衛艦艦隊（司令長官サイフレット中将）はボン岬で引き返したので、弱体化した連合軍輸送船団（護衛部隊指揮官バロー少将）は8月12日以降の夜戦や航空戦で大損害を受けた。しかしイタリア王立海軍の水上艦隊は枢軸軍空軍の掩護を受けられないため反転退避し、連合軍潜水艦によって大損害を受ける。さらにマルタを拠点とするスピットファイアの活躍でドイツ空軍やイタリア王立空軍も連合軍輸送船団にとどめをさせなかった。8月13日から15日にかけて連合軍輸送船団はマルタに到着し、物資と燃料を補給した。
本作戦の成功と連合軍の勝利により、マルタは急速に立ち直った。枢軸側の空挺部隊によるマルタ攻略作戦も中止されていた。北アフリカの枢軸国軍に対する補給路は相変わらず連合軍の妨害を受け続け、不安定な補給と物資および燃料不足は10月のエル・アラメインの戦いにおけるロンメル軍団敗北の一因となる。すなわちペデスタル作戦の阻止失敗により、枢軸側が地中海戦線と北アフリカ戦線で勝利する可能性が潰えたと言える。

## 背景
マルタ島は地中海中部に浮かぶイギリス領（当時）であり、地中海の西端にジブラルタル、東端にアレクサンドリアおよびスエズ運河を擁していたイギリス海軍にとって、地中海戦略の要ともいうべき重要拠点であった。1941年（昭和16年）5月末にクレタ島が陥落すると、地中海戦域においてマルタ島の重要性はますます増した。
枢軸国にとっても、マルタは戦略上の重大な脅威であった。マルタ島はイタリアと北アフリカとの間にあり、北アフリカ戦線（西部砂漠戦線）で戦うエルヴィン・ロンメル将軍率いるアフリカ軍団やイタリア王立陸軍への補給線の中央に位置していた。マルタ島を基地とする連合軍の航空機、潜水艦部隊、小規模水上艦部隊の活動により、枢軸軍アフリカ部隊の補給は深刻な影響を受け始めていた。北アフリカの枢軸軍の補給は、地中海のシーレーンに全面的に依存していたからである。枢軸側の輸送船団は、マルタを大きく迂回して北アフリカに向かわねばならなかった。さらに大量の物資を揚陸できる港湾がトリポリとベンガジしかなく、最前線まで離れていたことも枢軸軍の補給状況悪化に拍車をかけた。ロンメル将軍が砂漠の狐の異名をとろうと、地中海の制海権と安定的な補給がなければ、最終的な勝利に結びつかないのである。
事態を憂慮した枢軸側はマルタ島への空襲を強化し、またUボートによる作戦を実施して、海上封鎖を実施した。
ドイツ空軍はマルタ包囲と地中海の制空権確保のため、東部戦線から第二航空艦隊 (Luftflotte 2) 隷下の第二航空軍団（司令官ブルーノ・レールツァー中将）を派遣した。
ドイツ軍が占領したクレタ島からも枢軸軍機が出撃し、マルタの港湾施設・補給能力を破壊して連合軍艦艇（水上艦隊、潜水艦隊）の居場所をなくした。1942年（昭和17年）5月末までにマルタ島は2470回の空襲を受け、1月1日から7月24日までに24時間空襲がなかったのはわずか1日のみであった。空襲による島の被害は甚大であり、家屋全壊1万戸、半壊2万戸のほか、1942年1月から7月までに死者978人、重軽傷者1298人を出した。さらに枢軸軍機は、アレクサンドリアからマルタへ向かう連合軍輸送船団を攻撃した。これにより、物資の大部分を輸入に頼っていたマルタ島は深刻な物資不足に見舞われる。食糧をはじめとする物資はすべてが配給制となり、残り少ない物資だけでは島が降伏せざるを得なくなるのは時間の問題と予測された。連合国軍は数次にわたり補給船団を組織するが、枢軸軍の封鎖網や邀撃作戦によりアレクサンドリアからマルタを目指したMG1船団は第二次シルテ湾海戦で撃退され、同じくアレクサンドリア発のヴィガラス作戦は完全に失敗、ジブラルタルを出発したハープーン作戦は一部しかマルタ島に物資を届けることはできなかった。空襲と窮乏に耐えるマルタ島民の勇気を讃えて、1942年4月15日にマルタ島へジョージ・クロス授与が発表された (マルタへのジョージ・クロス授与) が、既に島ではあらゆる物資の不足が深刻な状況になっていた。
マルタのイギリス空軍 (Royal Air Force) の戦闘機は航空母艦を用いたクラブラン (Club Run) で補給されており、直近では1942年4月下旬のカレンダー作戦によりアメリカ海軍の空母ワスプ (USS Wasp, CV-7) がスピットファイア47機を運んだ。ところが、到着直後に第二航空軍団のBf 109戦闘機 (Messerschmitt Bf 109) に襲われて大半が破壊され、その後も絶え間ない空中戦や空襲で消耗してしまう。続いて5月上旬のバウリー作戦によって連合軍空母2隻（ワスプ、イーグル）から発進したスピットファイア約60機が到着した。
同時にアブディール級敷設巡洋艦のウェルシュマン (HMS Welshman，M84) がマルタに弾薬を届け、ある程度の戦力を回復した。さらにハープーン船団の部分的な補給により小康を得たものの、依然としてマルタ島は物資不足の状態が続いた。特に軍需及び生活物資として必需品であった石油の不足は致命的であった。当時のマルタ島は飲料水を海水淡水化によって得ており、淡水化装置の電力源となる石油なしでは、住民25万、守備隊1万8千、現地兵8千の計27万6千人は餓死以前に干死する危険性すらあった。マルタ島の全面降服は石油が無くなるその日とみなされた。マルタ総督府の計算による全面降伏のXデイは1942年（昭和17年）8月31日から9月7日の間であった。
絶え間ない空襲と並行して、枢軸国は空挺部隊（降下猟兵）によるマルタ攻略を検討していた。このヘラクレス作戦 (イタリア側呼称“Operazione C3” ) は、ロンメル将軍の反対と、アドルフ・ヒトラー総統の躊躇によって延期されていた。もし発動されれば、マルタの陥落は免れない。マルタを占領すれば、北アフリカへむかうイタリア軍輸送船団の安全性を確保できるし、ベンガジ港を拡張して揚陸能力を改善する余裕も生まれた筈である。だがロンメル以下のアフリカ軍団が選択したのは、アレクサンドリアへの大攻勢だった。
6月21日-22日、アフリカ軍団がトブルクを攻め落とす。さらに進撃を続けるアフリカ軍団だが、物資不足とイギリス軍の反撃によりアレクサンドリア西方のエル・アラメインで停止せざるを得なくなった。7月下旬には膠着状態になった。
この時期、北極海ではドイツ海軍の巨大戦艦ティルピッツ (Tirpitz) 出撃に起因するPQ17船団の大惨劇が発生する。北極航路を利用する援ソ船団は、白夜の終わりと大浮氷が解けるまで中止されていた。太平洋戦線では、6月上旬のミッドウェー海戦で日本海軍の南雲機動部隊が壊滅した。
日本海軍はインド洋に作戦重点を移そうとしたが、8月7日にはウォッチタワー作戦発動にともなうガダルカナル島攻防戦が始まって、日本海軍がインド洋で実施予定だった通商破壊作戦（Ｂ作戦）も中止されていた。
戦力に若干の余裕できたイギリス海軍は本国艦隊などより戦力を抽出でき、ハープーン作戦やヴィガラス作戦に比べて強力な護衛艦艇を揃えることができた。輸送船6隻のうち2隻が辿り着いて限定的な成功をおさめたハープーン作戦に鑑み、ペデスタル作戦はジブラルタルを経由してマルタを目指すことになり、ハープーン同様にH部隊が護衛を担当した。すなわち、ペデスタル輸送作戦の参加艦艇と護衛部隊は、輸送船14隻、戦艦2隻、制式空母3隻（他に輸送任務の空母1隻）、巡洋艦6隻、対空巡洋艦1隻、駆逐艦30隻以上であった。

## 経過

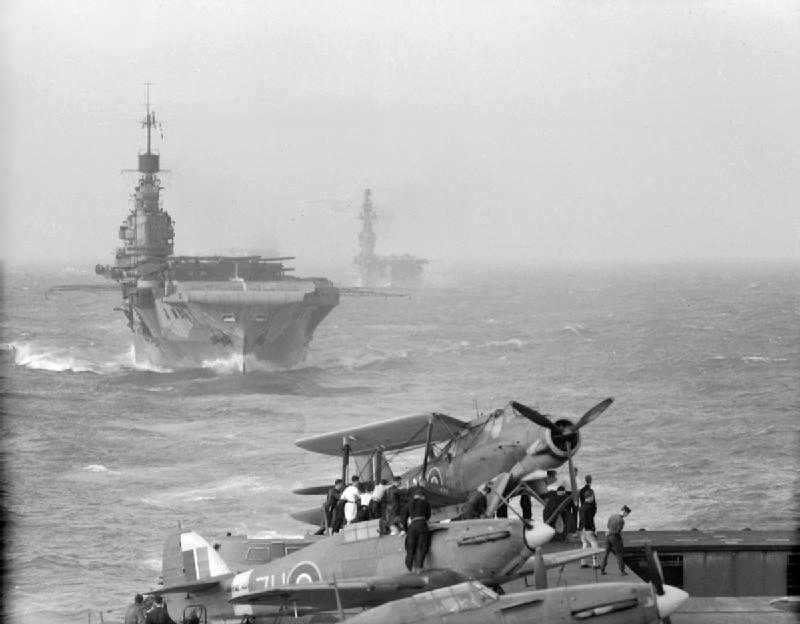
空母「ヴィクトリアス」に続航する空母「インドミタブル」と「イーグル」

### 地中海に入るまで
8月2日（Xデイ1ヶ月前）、連合軍の地中海兵站体制の切り札的存在であった当時世界最大の石油タンカーのオハイオ (SS Ohio) を含む14隻からなる船団WS21Sがマルタ島へむけイギリスを出発した。Xデイ以前に到着しうる最後の補給船団であり、この船団が失敗した場合マルタ島が降服を余儀なくされるのは自明のことであった。また、7月31日には軽空母アーガス (HMS Argus, I49) が駆逐艦サーダニックスとバクストンに護衛されてクライド川を、空母ヴィクトリアス (HMS Victorious，R38) が軽巡洋艦シリアス (HMS Sirius，82) と駆逐艦フォアサイト、フュリー、イントレピッド、イカルスに護衛されてスカパ・フローを出撃した。
8月3日、英首相ウィンストン・チャーチル卿はモスクワに向かう途中でエジプトのカイロに立ち寄り、最前線を視察して人事異動をおこなった。同3日、ペデスタル船団に軽巡洋艦ナイジェリア (HMS Nigeria，60) 、ケニア (HMS Kenya，14) 、駆逐艦アマゾン、ダーウェント、ゼットランド、マルコム、ヴェノマウス、ウールヴァリン、ウィッシャートが合流した。同3日、スカパ・フローを戦艦ネルソン (HMS Nelson, 28) 、ロドニー (HMS Rodney, 29) 、駆逐艦アシャンティ、ターター、エスキモー、ソマリ、パスファインダー、クエンティンが出撃した。駆逐艦ペンは機関に問題があったため出撃が遅れ、4日に艦隊に加わった。
8月5日、軽巡ナイジェリアとケニアが分離され、同2隻は燃料補給のためジブラルタルへ向かった。同日、空母2隻（ヴィクトリアス、アーガス）に、西アフリカのフリータウンから軽巡洋艦フィービ (HMS Phoebe，43) 、駆逐艦3隻（ラフォレイ、ライトニング、ルックアウト）に護衛されて出撃してきた空母インドミタブル (HMS Indomitable，92) と、ジブラルタルから出撃してきた空母イーグル (HMS Eagle) が合流し、訓練のためのバーサーク作戦 (Operation Berserk) が開始された。
マルタへの戦闘機輸送を行う空母フューリアス (HMS Furious, 47) も4日にスピットファイアを載せ、軽巡洋艦マンチェスター (HMS Manchester，15) と、ポーランド海軍の駆逐艦ブリスカヴィカ (Błyskawica) に護衛されて出撃した。8月7日にフューリアスは空母2隻（ヴィクトリアス、アーガス）と合流した。
8月8日、アーガスは搭載していた804海軍飛行隊が訓練不足であった為に作戦への参加が見送られ、イギリス本国へ戻るよう指示を受けた。アーガスは駆逐艦ヴェノマウス、ウールヴァリン、アマゾン、マルコムを伴って艦隊から離れ、ジブラルタルへ向かった。8月9日-10日朝、補給船団はジブラルタル海峡を通過し地中海に入った。
連合軍大輸送作戦を察知した枢軸軍は、全力で迎撃態勢を整えた。まずサルデーニャ島とシチリア島の航空機基地に大航空部隊と偵察機を集めた。次に合計20隻におよぶ潜水艦を敵輸送船団針路上に配置し、チュニジアのボン岬半島沖合にも高速魚雷艇部隊を配備する。最後にイタリア海軍の巡洋艦と駆逐艦がシチリア海峡で敵輸送船団を阻止するという計画であった。

### 8月11日

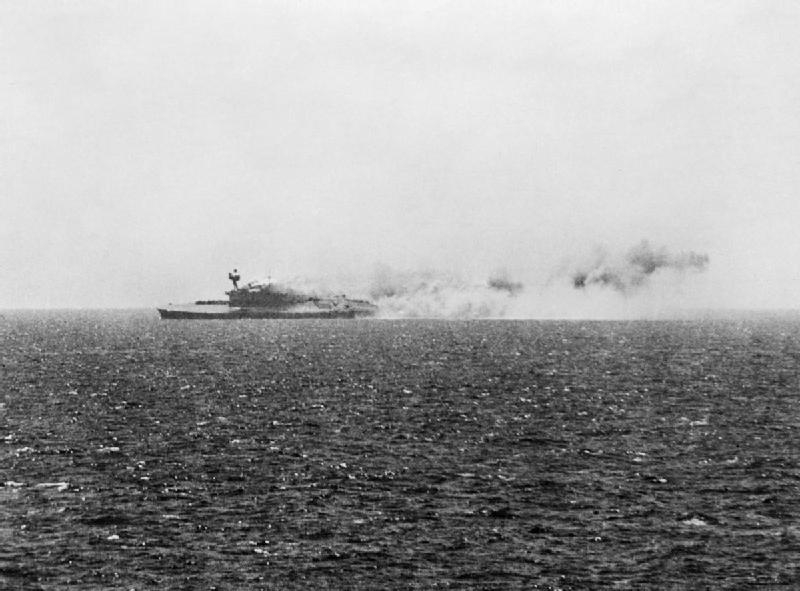
撃沈される空母イーグル。

ペデスタル船団支援艦隊の指揮をとるのは、H部隊指揮官のサイフレット中将であった。イギリス海軍は、枢軸国空軍の空襲を最大の脅威と認識し、枢軸軍潜水艦の攻撃を第二、魚雷艇の攻撃を第三の脅威と位置づけ、イタリア水上艦隊の攻撃は第四位であったという。
ペデスタル船団は8月11日の夜明けまでにタンカーのディングルデール (RFA Dingledale，A144）とブラウン・レンジャー (RFA Brown Ranger，A169) からの給油を完了した。敵の監視下にあり、Uボートの脅威がある海域での3隻の巡洋艦と26隻の駆逐艦に対する給油は不安なものであった。失敗は作戦全体に重大な支障をきたすおそれがあったからである。
この日の朝早く、連合軍輸送船団はマヨルカ島南方でユンカース Ju 88 (Junkers Ju 88) に触接された。すぐに大きな一撃が加えられた。サリナス岬の南70海里（北アフリカ大陸のアルジェ北方）でイギリス空母イーグルがドイツ潜水艦U73の攻撃を受け、魚雷4本が命中し、約8分で沈没した。連合軍の防空兵力は、ヴィクトリアスの艦戦22機（ハリケーン6機、フルマー16機）、インドミタブルの艦戦34機（マートレット10機、ハリケーン24機）になった。
11日夕刻、サルデーニャ島を発進したドイツ軍のJu88爆撃機とHe111 (Heinkel He 111) 雷撃機、合計30機以上が連合軍輸送船団を襲撃したが、対空砲火で撃退された。枢軸軍機がペデスタル船団を攻撃している隙に、マルタを発進したボーファイター10機とB-24爆撃機 (Liberator) がサルデーニャの飛行場を空襲した。イタリア軍の雷撃機5が破壊され、14機が損傷したという。

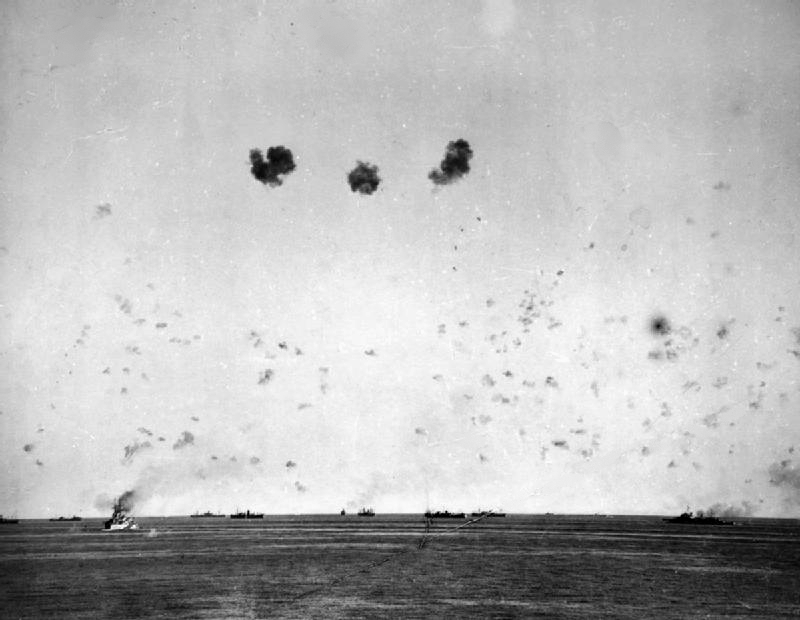
空襲を受けるイギリス海軍の艦隊。

一方、空母フューリアスはベローズ作戦を成功裏に完了した。フューリアスからは37機のスピットファイアがマルタへ向けて発進する。フューリアスからマルタまでの飛行距離は555海里から584海里であった。発進した戦闘機部隊は、無事マルタにたどり着いた。作戦を終えたフューリアスは護衛を伴ってジブラルタルへ戻っていった。

### 8月12日

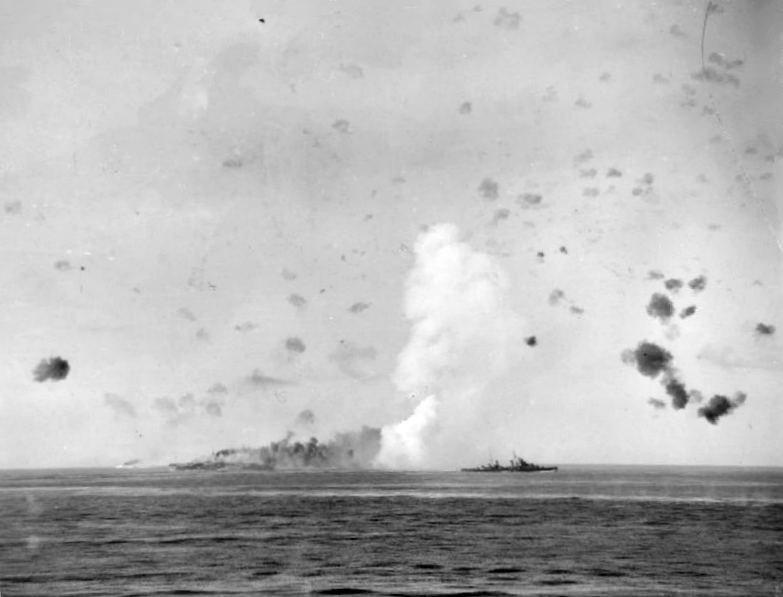
航空母艦インドミタブルを護衛すべく対空射撃する軽巡洋艦カリヴディス。

イタリア海軍は修理中という理由で新鋭戦艦（リットリオ、ヴィットリオ・ヴェネト）を出撃させなかった。高速戦艦3隻（アンドレア・ドーリア、カイオ・ドゥイリオ、ジュリオ・チェザーレ）も、練習艦にしたり、乗組員を他艦に転属させていたので、出撃させなかった。この時期になるとイタリアの燃料事情が厳しくなり、大型艦の行動に制約が生じていたという。
ペデスタル船団迎撃のためにイタリア本土各地から出撃することになったのは、アンジェロ・パロナ中将（旗艦ゴリツィア）が率いる重巡洋艦3隻（ゴリツィア、ボルツァーノ、トリエステ）、アルベルト・ダ・ザラ上級少将が率いる軽巡洋艦3隻（エウジェニオ・ディ・サヴォイア、ライモンド・モンテクッコリ、ムツィオ・アッテンドーロ）および各戦隊と行動を共にする駆逐艦部隊であった。
夜が明けるとドイツ空軍の急降下爆撃機が連合軍輸送船団に襲い掛かり、正午になると枢軸国空軍の大規模空襲が実施された。連合国軍の空母2隻から各種の艦上戦闘機（マートレット、シーハリケーン、フルマー）が発進し、枢軸軍航空機を迎撃した。

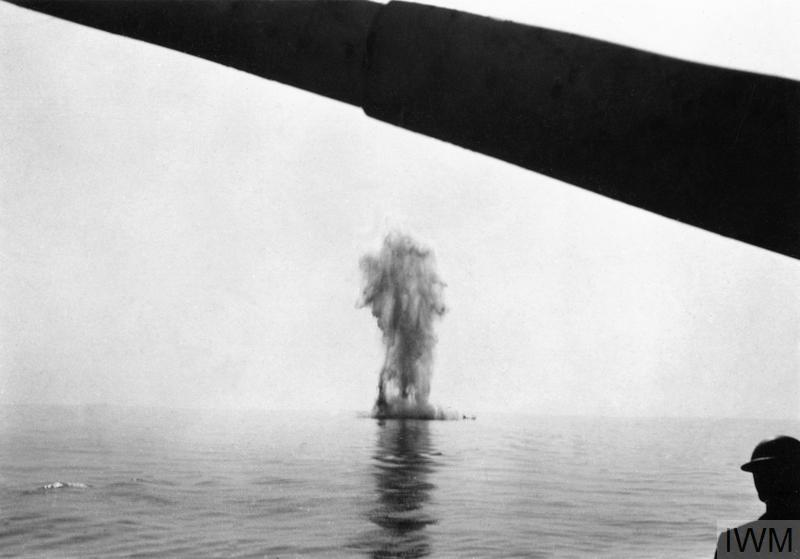
味方により処分される駆逐艦フォアサイト。

この日の19時までに枢軸国軍による4度の激しい空襲があった。この攻撃により、商船1隻（デューカリオン）が命中弾や至近弾で損傷し、駆逐艦ブラハム (HMS Bramham，L51) に護衛されて退避中に、さらに雷撃を受けて沈没した。
イタリア軍の戦闘機フィアット CR.42 (Fiat C.R.42 Falco) 、マッキ MC.202 フォルゴーレ (Macchi M.C.202 Folgore) 、戦闘爆撃機レッジアーネ Re.2001 (Reggiane Re.2001) 、攻撃機サヴォイア・マルケッティ SM.84による特殊攻撃で空母ヴィクトリアスの飛行甲板が軽微な被害をうけた。
夕刻になると、枢軸軍攻撃隊にパンテッレリーア島やシチリア島から発進したJu 87スツーカ（Junkers Ju 87，Stuka) が加わるようになった。その中には、イタリア王立空軍第102連隊“ジュゼッペ・チェンニ”に所属するスツーカも含まれている。一連の攻撃で、第3急降下爆撃航空団第1連隊のスツーカ 12機は1機喪失と引き換えに英空母インドミタブルに直撃弾2発と至近弾3発を浴びせた。インドミタブルは大破、発着能力を失って搭載機をヴィクトリアスに移し、駆逐艦4隻の護衛を受けてジブラルタルへ後退した。ほかにもサヴォイア・マルケッティ SM.84 (Savoia-Marchetti S.M.84) による雷撃で、駆逐艦フォアサイト (HMS Foresight，H68) に魚雷が命中して大破した。駆逐艦ターター (HMS Tartar，F43) が到着、航行不能になったフォアサイトを曳航しようとしたが果たせず、僚艦を雷撃処分した。
またロドニーも軽微な被害を受けた。

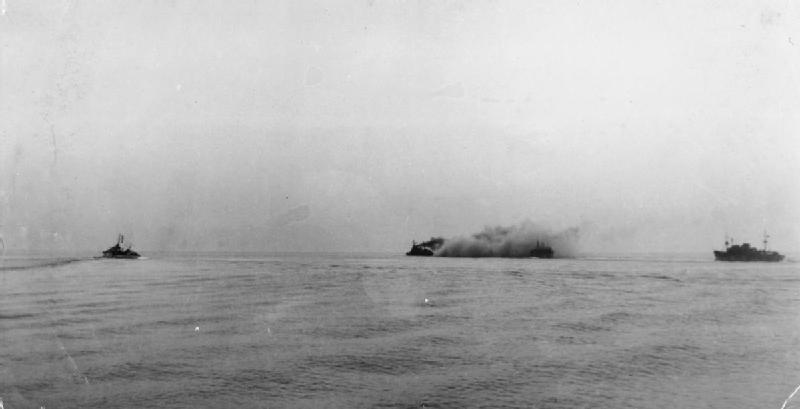
イタリア潜水艦から雷撃を受けた軽巡洋艦「ナイジェリア」
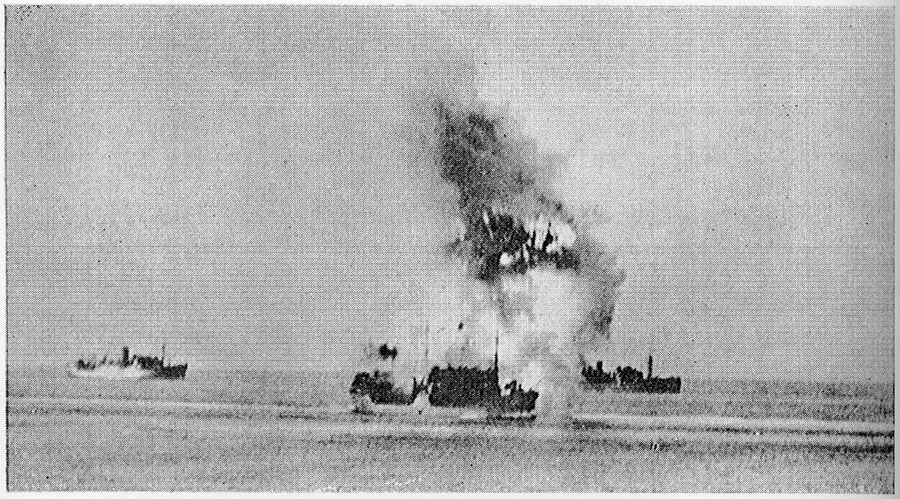
イタリア潜水艦から雷撃を受けたタンカー「オハイオ」

日没後、主力護衛部隊（ロドニー、ネルソン、ヴィクトリアス、巡洋艦部隊）はジブラルタルに引き返した。船団を襲う可能性があるイタリア水上艦艇に対する護衛の必要性は理解しつつも、多くの損傷艦艇を抱え、さらに上空援護の艦上戦闘機が3分の1まで消耗した状況で主力艦艇を十分な回避行動がとれない狭水面へ突入させるのは無謀であるというサイフレット中将の判断であった。ペデスタル船団の指揮は直衛護衛部隊のハロルド・バロー少将が執ることになった。
弱体化したペデスタル船団に、イタリア軍潜水艦が襲いかかる。イタリア潜水艦アクスム (Axum) が魚雷攻撃を敢行した。魚雷2本が英軽巡洋艦カイロに命中し、船団の防空戦闘指揮班が乗っていた同艦が沈没した。他にも、バロー少将の旗艦ナイジェリア (HMS Nigeria, 60) と米油槽艦オハイオに、それぞれ魚雷1本が命中して損傷する。バロー少将は駆逐艦アシャンティ (HMS Ashanti，F51) に将旗を移した。
さらに、伊潜水艦アラジ (Alagi) とディッジェ (Dessiè) 、ほかに伊潜水艦ブロンゾ (Bronzo) の攻撃で英軽巡洋艦ケニア (HMS Kenya, C14) と輸送船ブリスベン・スター (MV Brisbane Star) が損傷した。潜水艦の攻撃と空襲が重なり、クラン・ファーガソン (Clan Ferguson) とエンパイア・ホープ (Empire Hope) が沈没した。損傷したイギリス軽巡は数隻の駆逐艦を伴って後退した。
イタリア側も無傷ではいられず、英駆逐艦イシュリアル (HMS Ithuriel，H05) とパスファインダー (HMS Pathfinder，G10) の攻撃で伊潜水艦コバルト (Cobalto) が沈没した。

### 8月13日以降

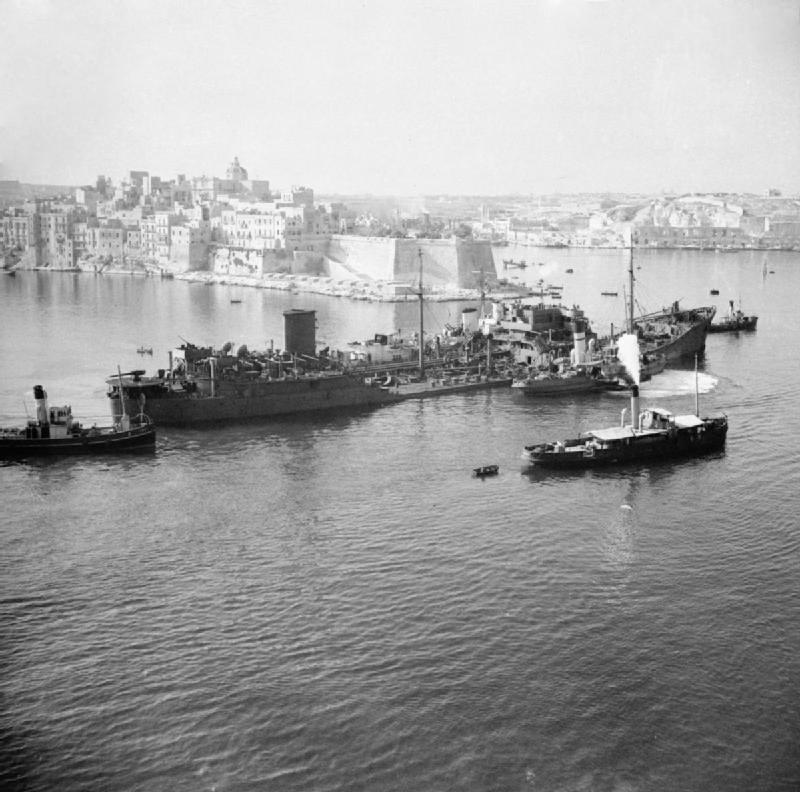
グランド・ハーバーに入るタンカー「オハイオ」

8月13日未明、ペデスタル船団はボン岬半島に到達していた。
同13日、マルタ島に迫った連合国軍補給船団に対して、シチリア島に拠点を構えるドイツ空軍アルベルト・ケッセルリンク元帥は、イタリア水上艦隊に掩護の戦闘機を派遣しないことにした。ドイツ空軍とイタリア空軍は、出動したイタリア海軍の能力を軽視していたので、あくまでも航空攻撃による阻止に固執したのである。ヒトラーの機嫌を損ねたくなかったベニート・ムッソリーニ首相は、枢軸軍空軍（ドイツ空軍、イタリア空軍）の判断を是認した。さらにイギリス空軍もイタリア水上艦隊を発見し、ウェリントン爆撃機が触接しながら照明弾投下や平文による偽の通信によってB-24の爆撃隊が攻撃を画策しているように思わせる欺瞞作戦を行った。枢軸軍機（ドイツ空軍機、イタリア空軍機）による直掩を期待できないと判断したイタリア海軍の海軍総司令部（Supermarina）は、巡洋艦部隊にシチリア島メッシーナに退避するよう命じた。しかし、退避中に伊重巡ボルツァーノ (Bolzano) と伊軽巡ムツィオ・アッテンドーロ (Muzio Attendolo) は英潜水艦アンブロークン (HMS Unbroken) の攻撃により大破した。
一方、チェニジア沖に達したペデスタル船団を、枢軸国海軍の魚雷艇Sボート (Schnell-boot) やMAS (Motoscafo armato silurante) が待ち受けていた。この襲撃は大規模で、効果的だった。魚雷艇の襲撃で英軽巡マンチェスターが沈没する。輸送船5隻（サンタ・エリザ、アルメリア・ライクス、ワイランギ、グレノーキー）が沈没し、ロチェスター・スキャル (MV Rochester Castle) が損傷した。

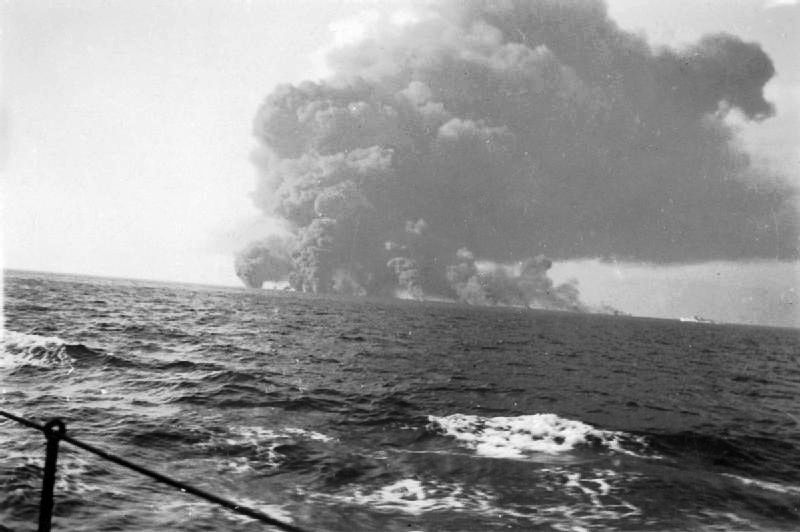
大爆発を起こし、炎上沈没するワイマラマ

13日朝になると、枢軸軍のユンカース Ju 88 (Junkers Ju 88) の爆撃でワイマラマ (SS Waimarama) が大爆発を起こして沈没した。オハイオもイタリア空軍第102連隊のスツーカ16機に攻撃される。爆撃と被弾機の体当たりにより深刻な損傷を受け、一時期は速度4ノットまで落ちて船団から脱落した。ドーセット (Dorset) も被弾して落伍し、夜になってJu-87に撃沈された。残存補給船団（ポート・チャルマース、メルボルンスター、ロチェスター・キャッスル）は甚大な損害をこうむったものの、マルタ島から発進したスピットファイアとボーファイターの掩護を受けながらマルタ島バレッタのグランド・ハーバーに到着した。スピットファイアの行動圏内では、枢軸国空軍機も容易に攻撃できなかったのである。入港時にはマルタに駐留していたジョージ・バーリングがスピットファイアで祝賀飛行を行った。
特にマルタ島の生命線である多量の石油を搭載したオハイオは熾烈な戦闘を経験し、7発の直撃弾と20発の至近弾を受け、二度にわたり総員退去が発令された。しかしその都度乗組員達はオハイオに復帰し船を救う努力を続けた。そして駆逐艦1隻（ペン）と護衛駆逐艦2隻（レッドベリー、ブランハム）および掃海艇3隻（スピーディー、ヒービー、ヘイズ）と掃海艇ライ (HMS Rye，J76) に曳航、護衛され、15日にマルタ島に入港した。オハイオは激しい浸水により乾舷を殆ど失いこのため乗組員が甲板から素手のままバケツで砲身冷却用の海水を汲み上げることができたという話が伝わっている。なお、オハイオは機関部どころか竜骨まで破壊されており、石油汲み出しのため貨油タンク内へ海水が注入されたこともあって、作業完了直後に港内で着底した。

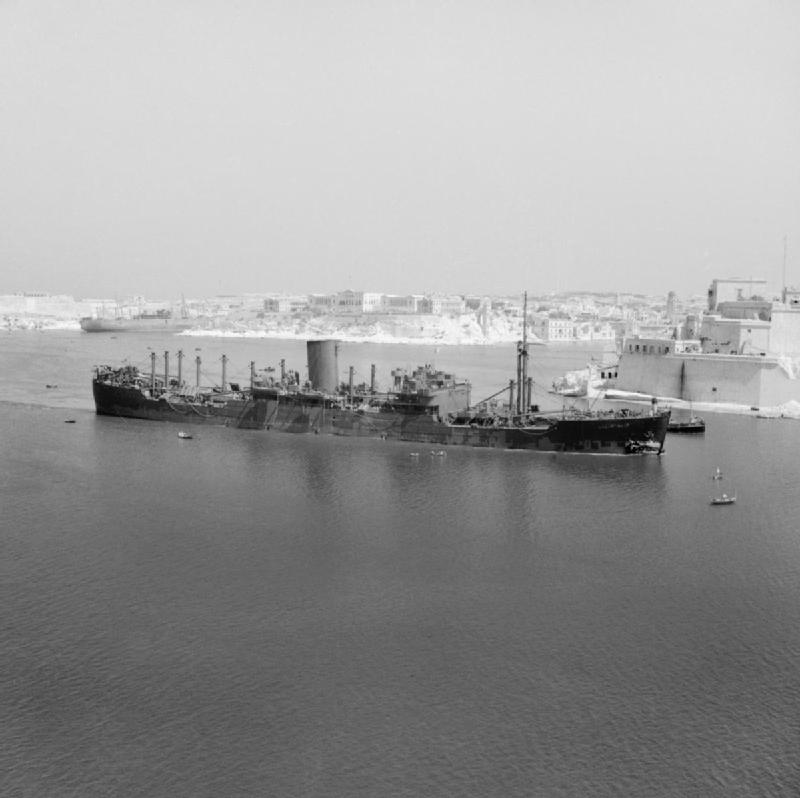
遅れてマルタ港に入った輸送船ブリスベン・スター

輸送船ブリスベン・スターもドイツ空軍の攻撃で損傷したため到着が遅れ、8月14日に入港を果たした。

## その後の影響
ペデスタル作戦の結果、マルタ島に連合軍輸送船4隻とタンカー1隻が到着した。空母1隻、巡洋艦2隻、駆逐艦1隻、輸送船9隻を喪失したが、マルタ島への補給に成功し、島は降伏の危機から脱することができた。作戦成功の代償としては、十分許容できる損害であった。サイフレット中将は報告書で「（不屈の精神でマルタに向かった）それらの船と船長と士官並びに船員たちの行為と勇気と決意に対し、最高の賞賛が贈られることを希望する」との見解を述べた。
枢軸国空軍（ドイツ空軍、イタリア空軍）とイタリア海軍の連携の悪さは、イタリア水上艦隊の行動を消極的にさせた。8月13日にイタリア水上艦隊がペデスタル船団に突入していれば、決定的勝利を得たかもしれない。だが味方空軍の掩護を受けられないために反転し、最後の機会を棒に振った。枢軸国は潜水艦2隻（ダガブール、プラチナ）と39機の航空機を失って、連合国軍船団のマルタ補給阻止に失敗した。燃料と新たな戦闘機が供給されたマルタ島は防空能力が強化され、枢軸軍の航空攻撃による攻略や屈服は困難となった。また独ソ戦の影響で地中海への補給も減少し、枢軸側空軍の戦力は衰えてゆく。さらにアメリカ陸軍のB-17やB-24も、北アフリカや地中海での作戦を開始する。枢軸国側の補給線が常に不安定な状態に陥り、ロンメル将軍の作戦行動は大いに制約された。
イタリア軍は「イタリア海軍の墓場」と化しつつあったトブルク輸送を中止し、物資をトリポリとベンガジに集めはじめた。ロンメル軍団の補給状況は絶望的になった。最後の望みを託した9月の攻勢も撃退され、イギリス軍が反撃に出る。枢軸側の補給不足と、充実した後方態勢をもつ連合国軍との差異は、10月の北アフリカ戦線における第二次エル･アラメイン会戦の勝敗を決する一因となった。すなわちペデスタル作戦の成功は、枢軸側が地中海戦線で勝利する可能性を打ち消したのである。
同年10月以降はスピットファイアの航続力延長により、ジブラルタルからマルタまで自力で移動することができるようになった。空母を危険に晒すクラブランも実施されなくなった。11月のストーンエイジ作戦で、枢軸側のマルタ包囲網は完全に崩壊した。

## 参加艦船

### イギリス海軍
輸送本隊
- F部隊 : 船団護衛艦隊 - エドワード・ネヴィル・サイフレット (Edward Neville Syfret) 中将
  - Z部隊 : 船団支援艦隊 - サイフレット中将直率
    - 戦艦
      - ネルソン、ロドネイ（小破）

    - 空母
      - イーグル（シーハリケーン16機搭載、沈没）、ヴィクトリアス (シーハリケーン6機、フルマー16機、アルバコア12機搭載)、インドミタブル（マートレット10機、シーハリケーン24機、アルバコア16機搭載、大破）、フューリアス（輸送用の戦闘機発進後、離脱）、アーガス（戦闘前に離脱）[102]
      - 合計:戦闘機74機、雷撃機28機

    - 軽巡洋艦
      - フィービ、シリアス、カリブディス

    - 駆逐艦
      - 第19駆逐戦隊 合計15隻
      - ラフォーレイ、ライトニング（英語版）、ルックアウト（英語版）、クエンティン、エスキモー、ターター、ウィルトン（英語版）、ウェストコット（英語版）、レスラー（英語版）、ソマリ（英語版）、ウィシャート（英語版）、ゼットランド（英語版）、イシュリール（英語版）、アンテロープ、ヴァンシッタート（英語版）

  - X部隊 : 船団直衛艦隊 - ハロルド・バロー (Harold Burrough) 少将
    - 軽巡洋艦
      - 第10巡洋戦隊
      - ナイジェリア（損傷）、ケニア（損傷）、マンチェスター（沈没）、カイロ（沈没）

    - 駆逐艦
      - 第6駆逐戦隊 合計11隻
      - アシャンティ（英語版）、イントレピッド、イカルス、フォアサイト (沈没)、フューリー（英語版）、ダーウェント（英語版）、ブラハム（英語版）、ビスター（英語版）、レドバリー（英語版）、パスファインダー（英語版）、ペン（英語版）

    - 航洋曳船
      - ジャニュティ (Januty)

  - Y部隊 : アセンダント作戦 (Operation Ascendant)としてペデスタル作戦と同時にマルタ島からジブラルタルへ戻るハープーン作戦参加艦艇。全艦帰還に成功。
    - 輸送船
      - トロイラス (Troilus)、オラーリ (Orari)

    - 駆逐艦
      - マッチレス、バズワース（英語版）

  - R部隊 : 船団への補給部隊。
    - 艦隊給油艦
      - ディングルデール（英語版）、ブラウン・レンジャー（英語版）

    - コルベット
      - ジョンキル（英語版）、スピラエア（英語版）、ゼラニウム、コルツフット

    - 航洋曳船
      - サルヴォニア (Salvonia)

  - マルタ護衛部隊 
    - 掃海艇
      - 第17掃海戦隊
      - スピーディー（英語版）、ヘイズ（英語版）、ヒービー（英語版）、ライ（英語版）

    - モーターランチ
      - ML 121、 ML 126、ML 134、ML 135、ML 168、ML 459、ML 469

    - 潜水艦
      - 第10潜水戦隊 合計8隻
      - サファリ（英語版）、アンブロークン (ミラッツォからパレルモにかけて展開)
      - ユナイテッド（英語版）、P222、P31（英語版）、P34（英語版）、P46（英語版）、アットモスト（英語版） (マルタ島からチュニジアにかけて展開)
- WS21S船団 : 補給船団 合計14隻
  - 沈没：エンパイア・ホープ (Empire Hope) 、ワイランギ (Wairangi) 、ワイマラマ（英語版） (Waimarama) 、ドーセット (Dorset) 、グレノーキー (Glenorchy) 、デューカリオン (Deucalion)、クラン・ファーガソン (Clan Ferguson) 、サンタ・エリザ（英語版） (Santa Elisa) 、アルメリア・ライクス（英語版） (Almeria Lykes)
  - 損傷：メルボルン・スター（英語版） (Melbourne Star) 、ブリスベン・スター（英語版） (Brisbane Star) 、ポート・チャルマース (Port Chalmers) 、ロチェスター・キャッスル (Rochester Castle) 、オハイオ (Ohio)
  - 駆逐艦 (イギリスからジブラルタルまで護衛)
    - ケッペル（英語版）、マルコム（英語版）、アマゾン、ヴェノマス（英語版）、ウールヴァリン（英語版）

このほか中東方面（ハイファ、アレクサンドリア）からそれぞれ陽動作戦のための船団が出航した。
- MG3作戦 (Operation MG3)[143]
  - ポートサイドからの囮船団
    - 輸送船
      - シティ・オブ・エディンバラ (City of Edinburgh)、シティ・オブ・リンカーン (City of Lincoln)、シティ・オブ・プレトリア (City of Pretoria)

    - 軽巡洋艦
      - アリシューザ、ユーライアラス、コヴェントリー（英語版）

    - 駆逐艦
      - ジャーヴィス、ケルヴィン、パケナム、パラディン、ダルヴァートン（英語版）、ハーワース（英語版）、エリッジ（英語版）、ハースレイ（英語版）、ビューフォート（英語版）、ベルヴォア

  - ハイファからの囮船団
    - 輸送船
      - エイジャックス (Ajax)

    - 軽巡洋艦
      - クレオパトラ、ダイドー

    - 駆逐艦
      - シーク、ズールー、ジャヴェリン、テットコット、クルーム（英語版）

  - 囮船団のうち、クレオパトラ、アリシューザ、シーク、ズールー、ジャヴェリン、ケルヴィンはMG4作戦 (Operation MG4)としてロドス島の港と製粉所への陽動艦砲射撃も実施[143]。

### イタリア海軍
- 第3戦隊（司令官アンジェロ・パロナ提督）
  - 重巡洋艦ゴリツィア、ボルツァーノ（大破、パナレーア島に擱坐）、トリエステ
    - 駆逐艦アヴィエーレ (Aviere) 、ジェニエーレ (Geniere) 、カミチア・ネーラ (Camicia Nera) 、レジオナリオ (Legionario) 、アスカリ (Ascari) 、コルサロ (Corsaro) 、グレカーレ (Grecale)
- 第7戦隊（司令官アルベルト・ダ・ザラ提督）
  - 軽巡洋艦 エウジェニオ・ディ・サヴォイア、ライモンド・モンテクッコリ、ムツィオ・アッテンドーロ（大破）
    - 駆逐艦マエストラーレ (Maestrale) 、ヴィンチェンツォ・ジョベルティ (Vincenzo Gioberti) 、アルフレード・オリアーニ (Alfredo Oriani) 、フチリエーレ (Fuciliere) 

  - 大型駆逐艦（嚮導艦）ランツェロット・マロチェッロ (Lanzerotto Malocello)
- 潜水艦部隊
  - ドイツ海軍潜水艦：U-73、U-205（英語版、ドイツ語版）、U-333（英語版、ドイツ語版）
  - イタリア海軍潜水艦：多数
- 魚雷艇部隊（ドイツ海軍、イタリア海軍）

## ペデスタル作戦を題材にした作品
- 『マルタ島攻防戦（英語版）』、1953年。ブライアン・デスモント・ハースト（英語版）監督、アレック・ギネス主演。ペデスタル作戦やマルタ包囲戦を描いた戦争映画。戦闘中に撮影された映像も使用している。
- 『無頼船長トラップ』、早川書房、この時期のマルタ島海域を舞台にした海洋冒険小説。

### 注
1. ↑  夜間空襲をおこなうソードフィッシュ (Fairey Swordfish) やウェリントン (Vickers Wellington) 、昼間強襲をおこなうブレンハイム (Bristol Blenheim) など[37]。
2. ↑  マルタを拠点に行動していたK部隊（Force K）、B部隊（英語版）など[41]。1941年11月9日にはデュースブルク船団が全滅し[42]、同年後半の船舶損耗率は80%近くにまで達した[43]。
3. ↑  連合軍の輸送船団だけでなく、主力艦も被害を受けた[52]。ドイツ海軍のU-81によって英空母アーク・ロイヤル (HMS Ark Royal，91) が[53]、U-331によって英戦艦バーラム (HMS Barham) が撃沈されている[54][55]。
4. ↑  当時はモスクワの戦いの最中で、第二航空軍団は独ソ戦で消耗したあと再建されたばかりだった[56]。
5. ↑  南方軍航空部隊司令長官（第二航空艦隊）アルベルト・ケッセルリンク空軍元帥には、二重の命令が与えられた[57]。(a)南部イタリアと北アフリカ間の制空権と制海権を獲得し、マルタの制圧によってリビアおよびキレナイカ間の安全を確保せよ。／(b)地中海における連合軍の交通を麻痺させ、イギリスのトブルクおよびマルタ向けの補給を停止させよ。
6. ↑  ワスプからスピットファイアV型48機が発進し、47機が進出した[68]。
7. ↑  空母2隻からスピットファイア64機が発進し、4機が事故喪失、1機が空母に引返し、59機がマルタに進出した[12]。
8. ↑  マルタ島の年間降水量は約550mm程度のため[74]、1881年 (明治14年) には世界初の商業的な海水淡水化が開始されるなど人工的に生産された真水に依存していた[75]。
9. ↑  マルタに空襲を敢行していたドイツ空軍も、ロンメル軍団支援のため北アフリカに派遣されている[83]。
10. ↑  トブルクの一ヶ月の物資揚陸量は20,000トンにすぎず、さらにイギリス軍の空襲で海上からの補給は事実上不可能だった[86]。
11. ↑  宇垣纏（当時、連合艦隊参謀長）『戦藻録』（1942年7月11日記事）[89]野村武官、阿部武官、それぞれ獨乙及伊太利の企図を打電し来る。伊太利、獨乙は勢に乗じアレキサンドリヤを先にする事とし、同時にマルタ攻略を行ふと云ふ。さるにても伊国の重油欠乏は戦争中に歎しき事なり。汽車輸送にて千五百屯を軍艦に分けては一部出動可能と云ふ。斯る事にては伊海軍の活動望み難し。(ドイツ事情略)　愈々中近東の戦勢有利なるに於ては我も亦西進之に対応する所無かるべからず。伊の切望する西印度洋に対する敵勢減殺海上交通を潜水艦ならば可なるも、水上艦艇を持ち行くは多大の冒険なり。矢張り正攻法の順序に依り錫蘭（セイロン）攻略が先決ならずやと考ふ。
12. ↑  B作戦は南西方面艦隊隷下の第一南遣艦隊（司令長官大川内傳七中将）旗艦香椎と、連合艦隊からの増援部隊で実施予定だった[97]。
13. ↑  キング・ジョージ5世級戦艦のうちキング・ジョージ5世は (HMS King George V) は1942年5月1日に味方駆逐艦と衝突事故を起こし、修理中だった[98]。デューク・オブ・ヨーク (HMS Duke of York, 17) はティルピッツなどに備えており、アンソン (HMS Anson, 79) は6月下旬に竣工したばかりで地中海に派遣されなかった。
14. ↑  スピットファイア1機が故障のために帰投し、インドミタブルに収容された。
15. ↑  アルジェ沖で、フェーリアスを護衛していた英駆逐艦ウールヴァリン (HMS Wolverine，D78) はイタリア潜水艦ダガブール (Dagabur) を体当たりで沈めた。このためウールヴァリンは艦首を大きく損傷し、ジブラルタルで修理した。
16. ↑  このあと航空偵察によりイタリア水上艦隊の出撃が判明したので、軽巡洋艦カリブディス (HMS Charybdis, 88) と駆逐艦2隻が再度派遣された[24]。
17. ↑  実際には、B-24部隊は中近東からの集結が間に合わず作戦行動はとれない状態だった[127]。
18. ↑  他に英潜水艦サファリ（英語版） (HMS Safari) も行動していた。
19. ↑  連合軍側はドイツ側の魚雷艇をEボートと呼称していた。
20. ↑  オハイオは第二次世界大戦終結後に浮揚され、港外に再海没処分となった[135]。

## 参考書籍
- ジョン・ウィンゲート（著）、秋山信雄（訳）、マルタ島の潜水艦部隊の活躍、『イギリス潜水艦隊の死闘』、早川書房、2000年、ISBN 4-15-207857-X
- マーチン・ファン・クレフェルト、佐藤佐三郎 訳「第六章　ロンメルは名将だったか」『補給戦　何が勝敗を決定するのか』中央公論新社〈中公文庫〉、2006年5月。ISBN 4-12-204690-4。
- ピーター・スミス 著、野田昌宏 訳「9　北アフリカ戦線の攻防」『ユンカース急降下爆撃機　STUKA AT WAR　ドイツ空軍の電撃兵器』サンケイ新聞社出版局〈第二次世界大戦ブックス59〉、1974年6月。
- 福田誠『第二次大戦 海戦事典1939～45』光栄、1998年。
- レオンス・ペイヤール 著、長塚隆二 訳「太平洋戦争 ― 日本の憩潮　一九四二年三月～一九四三年六月」『潜水艦戦争　1939-1945』早川書房、1973年12月。
- ジョン・ベダー 著、山本親雄 訳『スピットファイア　Spitfire　英国を救った戦闘機』サンケイ新聞社出版局〈第二次世界大戦ブックス16〉、1971年8月。
- カーユス・ベッカー 著、松谷健二 訳「第4部　地中海の戦い」『呪われた海　ドイツ海軍戦闘記録』フジ出版社、1973年7月。
- 防衛庁防衛研修所戦史室『戦史叢書　南西方面海軍作戦　第二段作戦以降』 第54巻、朝雲新聞社、1972年3月。
- ケネス・J・マクセイ 著、加登川幸太郎 訳『ロンメル戦車軍団　独英、砂漠の対決』株式会社サンケイ出版〈第二次世界大戦文庫3〉、1984年12月。ISBN 4-383-02355-X。
- ドナルド・マッキンタイア 著、関野英夫、福島勉 訳「8.マルタの生存のための戦い」『海戦　― 連合軍対ヒトラー ―』早川書房、1971年7月。
- ドナルド・マッキンタイヤー 著、寺井義守 訳「6.独・伊海軍を制圧」『空母　日米機動部隊の激突』株式会社サンケイ出版〈第二次世界大戦文庫23〉、1985年10月。ISBN 4-383-02415-7。
- 三野正洋『地中海の戦い』朝日ソノラマ〈文庫版新戦史シリーズ〉、1993年6月。ISBN 4-257-17254-1。
- ピーター・シャンクランド、アンソニー・ハンター、杉野 茂『マルタ島攻防戦』朝日ソノラマ、1986年12月（原著1961年）。
- Bradford, Ernle (2003). Siege: Malta 1940-1943. England: Pen and Sword. ISBN 0-850-529-301
- Hogan, George (1978). Malta: The Triumphant Years, 1940-1943. England: Hale. ISBN 0-709-171-153
- Holland, James (2004). Fortress Malta: An Island Under Siege, 1940-1943. England: Cassell Military. ISBN 0-304-366-544
- Jellison, Charles A. (1985). Besieged: The World War II Ordeal of Malta, 1940-1942. USA: University of New Hampshire Press. ISBN 1-584-652-373
- McAulay, Lex (1989). Against All Odds: RAAF Pilots in the Battle for Malta, 1942. London: Hutchinson. ISBN 0-091-695-708
- Moses, Sam (2006). At All Costs: How a Crippled Ship and Two American Merchant Marines Turned the Tide of World War II. New York: Random House. ISBN 0-345-476-743
- Nailer, Roger (1990). “Aircraft to Malta”. In Gardiner, Robert. Warship 1990. Annapolis, Maryland: Naval Institute Press. pp. 151–65. ISBN 1-55750-903-4
- Pearson, Michael (2004). The Ohio and Malta: The legendary tanker that refused to die. England: Pen and Sword Books. ISBN 1-844-150-313
- Shankland and Hunter (1983). Malta Convoy. London: John Murray Publishers. ISBN 0-006-329-640
- Shores, Christopher; Cull, Brian; Malizia, Nicola (1991). Malta: The Spitfire Year: 1942. London: Grub Street. ISBN 0-948817-16-X
- Smith, Peter C. (1974). The Battles of the Malta Striking Forces. London: Allan. ISBN 0-711-005-281
- Smith, Peter C. (1998). Pedestal: The Convoy That Saved Malta. England: Crecy Publishing Ltd. ISBN 0-947-554-777
- Spooner, Tony (1996). Supreme Gallantry : Malta's Role in the Allied Victory, 1939-1945. London: Cassell Military. ISBN 0-719-557-062
- Thomas, David A. (2000). Malta Convoys. England: Pen and Sword Books. ISBN 0-850-526-639
- Wade, Frank (2006). A Midshipman's War: A Young Man in the Mediterranean Naval War, 1941-1943. England: Trafford Publishing. ISBN 1-412-070-694